# سرمایه‌دار
سرمایه‌دار (به انگلیسی: financier) به شخص یا شرکت سرمایه‌گذاری گفته می‌شود، که زندگی خود را از طریق سرمایه‌گذاری می‌گذراند و اغلب حجم زیادی از دارایی‌های خود را در زمینه‌هایی چون مبادلات سهام شرکت‌ها، سرمایه‌گذاری‌های ریسک‌دار، تملک‌های اهرمی، ارائه خدمات بانکداری سرمایه‌گذاری یا مدیریت دارایی، سرمایه‌گذاری می‌نماید. از مشهورترین سرمایه‌داران می‌توان به؛ وارن بافت، هایم سولومون، جرج سوروس، جی‌پی مورگان، کالوست گلبنکیان و کارل آیکان اشاره کرد.
امروزه بیشتر سرمایه‌داران، بخش اعظم دارایی‌های خود را در سهام شرکت‌ها سرمایه‌گذاری می‌کنند، که از یک سو از سود حاصل از حقوق صاحبان سهام بهره‌مند می‌شوند، از سوی دیگر با مبادله این برگه‌های سهام نیز سود می‌برند. گروهی نیز از طریق مدیریت سرمایه‌گذاری و دریافت کمیسیون‌های حاصل از مبادلات، سود می‌برند.

## سرمایه‌داران شاخص
- وارن بافت
- کالوست گلبنکیان
- کارل آیکان
- جی‌پی مورگان
- هایم سولومون
- جرج سوروس
- جان دی آرنولد
- ایلان ماسک